# Marly van der Velden
Marly van der Velden (Delft, 6 januari 1988) is een Nederlandse actrice. Ze kreeg bij het grote publiek vooral naamsbekendheid door haar rol als de rijke Nina Sanders die ze sinds 2005 in de soap Goede tijden, slechte tijden speelt.

## Biografie
Van der Velden deed in 2003 als latindanseres mee aan de Nederlandse kampioenschappen in de categorie debutanten-2. Op haar veertiende jaar trad zij al op in verschillende theaterproducties. Ook gaf zij een optreden in de Kuip in 2003: een dansoptreden tijdens de presentatiedag van Feyenoord. Ze was in 2006 genomineerd voor "meest sexy vrouw" van de FHM en was datzelfde jaar de meest sexy vegetariër geworden (uitgeroepen door Stichting Wakker Dier). Voor het mannenblad Playboy poseerde zij naakt in het kerstnummer van 2013.
In 2010 werd Van der Velden ambassadrice van Human Concern, een stichting die zich inzet voor een goede behandeling tegen eetstoornissen. In het tijdschrift Viva (augustus 2010) vertelde zij voor het eerst over haar eigen ervaring en hoe zij haar eetstoornis (anorexia) had overwonnen. 
In 2009 schreef zij vier maanden lang een column in het jongerenblad Hitkrant. Samen met haar GTST-collega Liza Sips hield zij wekelijks een mailcorrespondentie over hun leven zowel werk als privé. Ook had Van der Velden samen met haar GTST-collega Gigi Ravelli een sieradenlijn opgezet, met de naam Kuise Meisjes. Daarnaast hadden ze samen een kledinglijn geïntroduceerd onder de naam "Label 13". Beide dames droegen ook regelmatig hun eigen werken in de soapserie.

## Privé
Van der Velden heeft drie kinderen.

## Filmografie

### Film
| Jaar | Titel                | Rol              |
| ---- | -------------------- | ---------------- |
| 2012 | Dr. Seuss' The Lorax | Audrey (stemrol) |
| 2013 | Verliefd op Ibiza    | Bibi             |
| 2016 | SneekWeek            | Zoë              |

### Televisie
| Jaar       | Titel                        | Rol          |
| ---------- | ---------------------------- | ------------ |
| 2004       | Het Glazen Huis              | onbekend     |
| 2005-heden | Goede tijden, slechte tijden | Nina Sanders |
| 2008       | Kinderen geen bezwaar        | Iris         |
| 2013       | Verliefd op Ibiza            | Bibi         |
| 2016       | Nieuwe Tijden                | Nina Sanders |